# Bandera de Zàmbia
La bandera de Zàmbia fou adoptada el 24 d'octubre de 1964, pel primer president republicà, el Dr. Kenneth David Kaunda. Abans d'això, Zàmbia era el protectorat britànic de Rhodèsia del Nord i utilitzava una bandera Blue Ensign com a bandera. És de color verd, amb una àguila amb les ales obertes al terç oposat al pal, damunt tres bandes verticals: vermella, negra i taronja. El 1996 el verd es va fer més fosc del que s'havia fet servir fins llavors.
La bandera actual s'utilitza tant com a bandera nacional i com a pavelló nacional. El verd representa l'agricultura, el vermell la lluita per la independència, el negre el poble, i el taronja són els recursos miners del país, sobretot el coure, ja que Zàmbia n'és un dels principals productors mundials. El vermell, el negre i el taronja són també els colors del United National Independence Party, partit que va lluitar per la independència i va prendre el poder el 1964 sota la direcció de Kenneth Kaunda. L'àguila fa referència a una part de l'escut nacional. A més, l'àguila que vola per sobre de les ratlles de colors té la intenció de representar la capacitat de la gent d'elevar-se per sobre dels problemes i la llibertat de la nació.
La bandera fou dissenyada per Gariel Ellison, que la va fer a partir dels escuts de les nombroses tribus zambianes.